# Puckelknölvävare
Puckelknölvävare (Hilaira herniosa) är en spindelart som först beskrevs av Tord Tamerlan Teodor Thorell 1875.  Puckelknölvävare ingår i släktet Hilaira och familjen täckvävarspindlar. Arten är reproducerande i Sverige. Inga underarter finns listade i Catalogue of Life.